# Яблучне (Білогірський район)
Я́блучне (раніше — Тога́й, крим. Toğay) — село в Україні, в Білогірському районі Автономної Республіки Крим. Підпорядковане Криничненській сільській раді.
Відстань від райцентру до населеного пункту становить 3 кілометрів по прямій.
За даними сільради на 2009 рік село займало площу 24,5 га, на якій у 78 дворах, проживало 224 особи.
У селі росте дуб Чотири брати, віком близько 800 років, пам'ятка природи регіонального значення.

## Історія
У 1842 році на місці сучасного села Григорієм Петровичем Алтунджі було закладено фруктовий сад «Тогай» (з крим. toğay — луг) на площі 20 десятин. Пізніше було збудовано панську хату (у досить зміненому вигляді зберіглася й донині).
За Статистичним довідником Таврійської губернії за 1915 рік, в економії Тогай було 15 дворів з населенням в кількості 65 осіб.
У радянські часи економію було перетворено на колгосп імені Першого травня, що пізніше став селом Яблучне.